# Näsegård
Näsegård (oder Näse gård; finnisch Latokartano) ist ein Dorf im Gemeinde Salo in der westfinnischen Landschaft Varsinais-Suomi.